# HAI Pegaso
El HAI Ε1-79 Pegaso (griego: ΕΑΒ Ε1-79 Πήγασος) es un vehículo aéreo no tripulado (UAV) autóctono griego de altitud media y gran autonomía (MALE) producido por la Industria Aeroespacial Helénica (HAI/EAB). Entró en servicio con la Fuerza Aérea Helénica como Pegaso en 1992, y como versión mejorada Pegaso II en 2005. Su misión principal es la Vigilancia de Inteligencia y Reconocimiento sobre el campo de batalla (ISR-OB).